# Asphondylia villosa
Asphondylia villosa är en tvåvingeart som beskrevs av Gagne 1990. Asphondylia villosa ingår i släktet Asphondylia och familjen gallmyggor. Inga underarter finns listade i Catalogue of Life.